# Teoria de la mesura

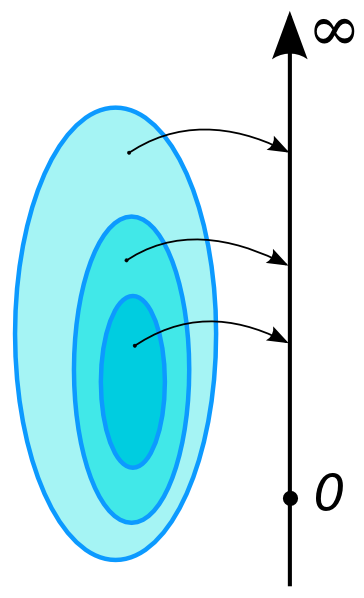
De manera informal es pot dir que una mesura és una aplicació que fa correspondre els conjunts amb nombres positius que representen la seva grandària. Això ho fa de tal manera que, si un conjunt A és subconjunt d'un altre B, a A li fa correspondre un nombre més petit que a B.

En matemàtiques el concepte de mesura generalitza nocions com ara "longitud", "àrea", i "volum" (tot i que no totes les aplicacions de les mesures tenen a veure amb mides físiques). De manera informal, donat un conjunt base, una "mesura" és una assignació consistent de "grandàries" als subconjunts del conjunt base. Depenent de com es faci aquesta assignació, la "mida" d'un subconjunt es pot interpretar, per exemple, com: la seva mida física, la quantitat de quelcom que està dins del subconjunt, o la probabilitat que algun procés aleatori doni un resultat que pertanyi al subconjunt. Les mesures es fan servir principalment per a definir el concepte general d'integració sobre dominis amb estructura més complexa que els intervals de la recta real (Integral de Lebesgue). Aquestes integrals es fan servir a bastament en teoria de la probabilitat i en anàlisi matemàtica.
Sovint no és possible, o no és desitjable, assignar mida a tots els subconjunts del conjunt base, per tant, no cal que la mesura ho faci. Hi ha certes condicions de consistència que determinen a quines combinacions de subconjunts se'ls pot assignar mida a través d'una mesura; aquestes condicions determinen el concepte de σ-àlgebra.
En topologia diferencial, es fa servir més sovint el concepte de forma de volum que està directament relacionat amb el de mesura.
La teoria de la mesura és una branca de l'anàlisi matemàtica (no de la metrologia) que estudia les σ-àlgebres, les mesures, les funcions mesurables i les integrals.

## Definició
Formalment, una mesura μ és una funció definida sobre una σ-àlgebra Σ sobre un conjunt X i que dona valors en l'interval [0,∞] de la recta real estesa de forma tal que satisfà les següents propietats:
- El conjunt buit té mida zero:

{\displaystyle \mu (\varnothing )=0}.
- additivitat numerable o σ-additivitat: si E1, E₂, E₃, … és una successió numerable de conjunts disjunts dos a dos de Σ, la mesura de la unió de tots els Ei és igual a la suma de les mesures dels Ei:

{\displaystyle \mu \left(\bigcup _{i=1}^{\infty }E_{i}\right)=\sum _{i=1}^{\infty }\mu (E_{i}).}
La terna (X, Σ, μ) s'anomena un espai mesurable, els membres de Σ s'anomenen conjunts mesurables.
Una mesura de probabilitat és una mesura que assigna el valor 1 al conjunt universal (és a dir, μ(X) = 1); un espai de probabilitat és un espai mesurable amb una mesura de probabilitat.
Per a espais mesurables que també són espais topològics es poden establir diverses condicions de compatibilitat per a la mesura i la topologia. La majoria de les mesures que es troben a la pràctica en anàlisi matemàtica i en teoria de la probabilitat són mesures de Radon. Les mesures de Radon tenen una definició alternativa en termes de funcions lineals sobre l'espai localment convex de les funcions contínues amb suport compacte. Aquest enfocament és el que fa Bourbaki (2004) i alguns altres autors. Per a més detalls vegeu mesura de Radon.

## Propietats
A partir de la definició de mesura additiva se'n poden deduir diverses propietats.

### Monotonia
La mesura μ és monòtona: Si E1 i E₂ són conjunts mesurables amb E1 ⊆ E₂ llavors
{\displaystyle \mu (E_{1})\leq \mu (E_{2})}.

### Mesura de la unió infinita de conjunts mesurables
Una mesura μ és numerablement subadditiva: Si E1, E₂, E₃, … és una successió numerable de conjunts de Σ, no necessàriament disjunts, llavors
{\displaystyle \mu \left(\bigcup _{i=1}^{\infty }E_{i}\right)\leq \sum _{i=1}^{\infty }\mu (E_{i}).}
Una mesura μ és contínua per avall: Si E1, E₂, E₃, … són conjunts mesurables i En és un subconjunt de En + 1 per a tot n, llavors la Unió dels conjunts En és mesurable, i
{\displaystyle \mu \left(\bigcup _{i=1}^{\infty }E_{i}\right)=\lim _{i\to \infty }\mu (E_{i}).}

### Mesura de la intersecció infinita de conjunts mesurables
Una mesura μ és contínua per damunt: Si E1, E₂, E₃, … són conjunts mesurables i En + 1 és un subconjunt de En per a tot n, llavors la Intersecció dels conjunts En és mesurable; a més, si pel capbaix un dels En té mesura finita, llavors
{\displaystyle \mu \left(\bigcap _{i=1}^{\infty }E_{i}\right)=\lim _{i\to \infty }\mu (E_{i}).}
Aquesta propietat no es compliria sense la condició que pel capbaix un dels En té mesura finita. Per exemple, per a cada n ∈ N, sia
{\displaystyle E_{n}=[n,\infty )\subseteq \mathbb {R} }
fixeu-vos que tots tenen mesura finita, però la intersecció és buida.

## Mesures Sigma-finites
Un espai mesurable (X, Σ, μ) es diu finit si μ(X) és un nombre real finit (en comptes d'∞). I es diu σ-finit si X es pot descompondre en una unió numerable de conjunts mesurables de mesura finita. Un conjunt en un espai mesurable té mesura σ-finita si és la unió numerable de conjunts amb mesura finita.
Per exemple, els nombres reals amb la mesura de Lebesgue són σ-finits però no són finits. Considereu els intervals tancats [k,k+1] per a tots els enters k; n'hi ha una quantitat numerable, cada un té mesura 1, i la seva unió és tota la recta real. De forma alternativa, considereu els nombres reals amb la mesura de comptar, que a cada conjunt finit de nombres reals li assigna el nombre de punts que hi ha al conjunt. Aquest espai mesurable no és σ-finit, perquè cada conjunt amb mesura finita només conté una quantitat finita de punts, i per tant, caldria una quantitat no numerable de conjunts per tal de recobrir la recta real. Els espais de mesura σ-finits tenen algunes propietats molt convenients; la σ-finitud pel que aquí respecta es pot comparar amb la propietat de Lindelöf dels espais topològics.

## Completesa
Un conjunt mesurable X es diu que és un conjunt nul si μ(X)=0. Un subconjunt d'un conjunt nul s'anomena conjunt negligible. Un conjunt negligible pot no ser mesurable, però tots els conjunts negligibles mesurables són conjunts nuls. Es diu que una mesura és completa si tot conjunt negligible és mesurable.
Tota mesura es pot estendre a una mesura completa a base de considerar la σ-algebra dels subconjunts Y que es diferencien en un conjunt negligible d'un conjunt mesurable X, és a dir, tal que la diferència simètrica d'X i Y és un subconjunt d'un conjunt nul. Es defineix μ(Y) igual a μ(X).

## Exemples
- La mesura de comptar es defineix per μ(S) = nombre d'elements de S.
- La mesura de Lebesgue sobre R és l'única mesura sobre una σ-àlgebra que contingui els intervals de R completa i invariant per translacions tal que μ([0,1]) = 1.
- Mesura de l'angle circular és invariant per la rotació.
- La mesura de Haar per a grups topologics localment compactes és una generalització de la mesura de Lebesgue (i també de la mesura de contar i de la mesura de l'angle circular) i té propietats similars de ser única.
- La mesura de Hausdorff que és una extensió de la mesura de Lebesgue a alguns conjunts fractals.
- Tot espai de probabilitat genera una mesura que pren el valor 1 sobre l'espai d'enters (i per tant pren tots els seus valors en l'interval [0,1]). Tota mesura d'aquest tipus es diu mesura de probabilitat. Vegeu axiomes de probabilitat.
- La mesura de Dirac μa (és a dir la funció delta de Dirac) ve donada per μa(S) = χS = [a ∈ S], on χS és la funció característica de S i els claudàtors són els claudàtors d'inversió. La mesura d'un conjunt és 1 si conté el punt a i 0 altrament.

Altres mesures són: la mesura de Borel, la mesura de Jordan, la mesura d'Ergodic, la mesura d'Euler, la mesura de Gauss, la mesura de Baire, la mesura de Radon.

## Conjunts no mesurables i conjunts de mesura nul·la
No tots els subconjunts d'un espai euclidià són Lebesgue mesurables; exemples d'aquesta mena de subconjunts inclouen el conjunt de Vitali, i els conjunts no mesurables postulats per la paradoxa de Hausdorff i la paradoxa de Banach–Tarski.
També cal tenir en compte que, tot i que prenent la mesura de Lebesgue a R tots els conjunts numerables són de mesura zero, no tots els conjunts de mesura zero. Un exemple d'aquest cas és el Conjunt de Cantor, un conjunt no numerable però de mesura zero.

## Generalitzacions
Per a algunes aplicacions, és útil tenir una mesura, els valors de la qual no estiguin restringits als reals no negatius més l'infinit. Per exemple una funció dels conjunts numerablement additius en el nombres reals amb signe s'anomena una mesura amb signe, mentre que una funció d'aquesta mena amb valors en els nombres complexos s'anomena una mesura complexa. S'han estudiat a bastament mesures que prenen valors en espais de Banach. Una mesura que pren valors en el conjunt de les projeccions autoadjuntes en un espai de Hilbert s'anomena una mesura amb valors projectius; aquestes mesures es fan servir fonamentalment en anàlisi funcional per al teorema espectral. Quan cal distingir entre les mesures usuals que prenen valors no negatius de les generalitzacions, es fa servir el terme "mesura positiva".
Una altra generalització és la mesura finitament additiva. És el mateix que una mesura excepte que en comptes d'exigir additivitat numerable s'exigeix additivitat finita. Històricament, aquesta definició és la primera que es va fer servir, però s'ha demostrat que no és tant útil. Resulta que en general, les mesures finitament additives estan connectades amb nocions com límits de Banach, el dual de l'L∞ i la compactificació de Stone-Čech. Tots ells connectats d'una o altra manera amb l'axioma d'elecció.
Un resultat a ressaltar en geometria integral és el conegut com a teorema de Hadwiger que estableix que l'espai de les funcions finitament additives (no necessàriament no negatives) definides sobre unions finites de conjunts convexos compactes en Rn que siguin invariants respecte de les trnlacions, consisteix en (tret del producte per un escalar) en una "mesura" que és "homogènia de grau k" per a cada k = 0, 1, 2, ..., n, i en combinacions lineals d'aquestes "mesures". "Homogènia de grau k" vol dir que ampliar (o reduir) un conjunt per un factor d'escala c > 0 multiplica la "mesura" del conjunt per ck. La que és homogènia de grau n és le volum ordinari de dimensió n. La que és homogènia de grau n − 1 és el "volum superficial". La que és homogènia de grau 1 és una funció misteriosa anomenada el "gruix mitjà", un nom inadequat. La que és homogènia de grau 0 és la característica de Euler.
Una mesura és un cas particular de contingut.